# Giuseppe Belloli
Giuseppe Belloli (Ghisalba, 1948) è un serial killer italiano, noto come il "Mostro di Treviglio", che ha commesso tre omicidi tra il 1964 e il 1971.

## Biografia
Giuseppe Belloli nacque a Ghisalba nel 1948, terzogenito di cinque figli. Uno dei suoi fratelli è ricoverato in un istituto medico pedagogico a Predore, poiché affetto da un grave ritardo mentale. Da giovanissimo Belloli soffrì di rachitismo e si ammalò di meningite; finite le scuole elementari cominciò a vagare per le osterie in compagnia del padre Antonio, che si fingeva zoppo per impietosire la gente. Nel 1959, a undici anni, Belloli viene mandato a Milano dalla madre che gli trova un lavoro come garzone in un panettiere in via Brogi. Presto Belloli abbandona l'impiego, e cambierà molti lavori in poco tempo. Uno dei capi di lavoro di Belloli consigliò ai genitori di far visitare il figlio da uno psichiatra, in quanto il suo interesse per i bambini iniziava a farsi troppo morboso. Fu visitato all'ospedale di Bergamo, ma mai ricoverato. 
Presto cominciò a manifestare comportamenti squilibrati e sessualmente deviati, iniziando ad avere i primi seri problemi a quindici anni. Nell'estate 1963, un giorno adesca un bambino e lo fa salire sulla sua bici, poi lo porta in un posto isolato di campagna per abusare sessualmente di lui. Il bambino, insospettito dall'aria inquietante di Belloli, riesce a scappare ma non denuncia il suo accompagnatore temendo accuse o vendette. Pochi mesi dopo, Belloli avvicina e convince un altro bambino a seguirlo sulla riva del fiume Serio. Tenta di violentarlo, tuttavia il bambino fugge in tempo ma Belloli riesce comunque a colpirlo con una pietra ferendolo lievemente. Anche in questo caso, Belloli non viene denunciato poiché aveva minacciato il bambino di ucciderlo se avesse raccontato quanto successo.

### Il duplice omicidio del 1964
Tra il 25 e il 27 marzo 1964, Belloli uccise due bambini dopo averli portati via sulla sua bicicletta. La prima vittima fu Mario Bosis (nato Pierangelo), bambino di sette anni appena uscito di casa per andare a catechismo alla chiesa di Ghisalba. Due giorni dopo, scompare un altro bambino di sette anni, Erminio Merisio, che venne avvicinato e rapito da Belloli mentre stava giocando in campagna a Cologno al Serio con il fratello maggiore Adriano e un suo amichetto di nome Fausto. I due testimoniarono che Erminio fosse andato via sulla canna della bicicletta "con un uomo dalla faccia scura". Quello stesso 27 marzo un pastore, Giuseppe Martinelli, vide un ragazzino di quindici anni allontanarsi in bici da un capanno a Ghisalba. Insospettito, Martinelli si avvicinò al capanno e vi trovò al suo interno Mario, che respira ancora ma morirà poco dopo nonostante i tentativi di rianimazione. Quella sera, dopo due giorni di intense ricerche, viene rinvenuto anche il corpo senza vita di Erminio, orribilmente mutilato e infilato a forza dentro a un tombino. Entrambi i bambini sono stati prima violentati, poi strangolati.
Le autorità risalirono presto a Belloli, che era ben conosciuto in zona, e lo arrestarono il 28 marzo presso un cantiere. Belloli confessò subito gli omicidi di Erminio e Mario, insieme alle due tentate violenze avvenute nei mesi precedenti. Dopo una breve permanenza a Brescia nel carcere minorile "Villa Paradiso", il 18 giugno 1964 viene recluso nell'OPG di Aversa per un periodo minimo di dieci anni poiché dichiarato infermo di mente e di una elevata pericolosità sociale. Viene successivamente trasferito nel manicomio criminale di Bergamo, dal quale fugge più volte, e poi in quello di Reggio Emilia.

### Scarcerazione e ultimo omicidio
Il 28 maggio 1971, dopo sette anni di internamento, Belloli viene dimesso dall'OPG di Reggio Emilia e torna a casa dai genitori. Questi, però, sostengono che sia necessario un nuovo ricovero del ragazzo che nel frattempo trova lavoro in una carovana di un luna park a Ludriano. Frequentando quest'ambiente conosce Giampietro Piemonti, bambino di dieci anni, che uccide il 17 luglio 1971 dopo averlo attirato nei pressi del fiume Oglio. Lì Giampietro venne strangolato con una corda in nylon trovata sul posto dal suo assassino (che però non abusò sessualmente di lui), poi il suo cadavere venne abbandonato vicino a una roccia. Belloli venne arrestato quella sera stessa e, nonostante mostrasse un freddo distacco e si dichiarasse in un primo momento innocente, crollò e confessò tutto dopo aver visto il corpo di Giampietro in obitorio.
Il 22 febbraio 1974, Belloli viene giudicato semi infermo di mente e condannato a 29 anni, 8 mesi e 10 giorni di reclusione più 3 anni da scontare in un OPG. Ad oggi, non si hanno notizie di Giuseppe Belloli e non è noto se sia ancora vivo. Le ultime indiscrezioni lo collocano in una struttura psichiatrica sanitaria in Sicilia, perché affetto da una rara malattia neuro-degenerativa.